# Ерман Илиджак
Ерман Илиджак (нар. 1967, Даренде, Малатья) — турецький бізнесмен, інвестор і президент Rönesans Holding.

## Біографія
Закінчив середню та середню освіту в коледжі TED Ankara в 1985 році. У 1990 році закінчив факультет будівництва Близькосхідного технічного університету. Закінчив програму МВА у Віденському університеті економіки та бізнесу та Університеті Міннесоти в 2002 році. У 2011 році здобув ступінь доктора Міжнародної школи менеджменту в Парижі.

## Ділове життя
Розпочав свою трудову кар'єру ще в студентські роки, Ерман Илиджак заснував Rönesans Holding у Санкт-Петербурзі, Росія в 1993 році. Пан Илиджак досі є головою правління Rönesans Holding.
Зі штаб-квартирою в Анкарі, сьогодні Rönesans Holding працює як головний підрядник та інвестор у сферах будівництва, нерухомості, охорони здоров'я, енергетики та нафтохімічної промисловості, в основному в Туреччині, Росії та Нідерландах, у широкій географічній площі, що охоплює Центральну Азію, Європу, Близький Схід. та Африки, з понад 75 тис. працівників у 28 країнах. Сьогодні Rönesans Holding будує об'єкти важкої промисловості, інфраструктурні проекти, об'єкти виробничої промисловості, хімічні та фармацевтичні виробничі потужності, підприємства з переробки продуктів харчування та напоїв, автомобільні та машинобудівні заводи, державні будівлі, оздоровчі комплекси та електростанції, а також торгові центри, офіси, готелі, резиденції та змішані споруди.
Член опікунської ради Rönesans Education Foundation REV, який був заснований у 2009 році, Ерман Илиджак зайняв 3-е місце в списку «Щедрих бізнесменів» журналу Capital у 2019 році з пожертвуваннями, які він зробив. На сьогоднішній день понад тисячі безповоротних стипендій було надано студентам через програму стипендій REV, яка зосереджена на освіті та молоді. TED Rönesans Koleji був заснований Rönesans Holding та Rönesans Education Foundation REV у співпраці з Турецькою освітньою асоціацією (TED) у 2014 році
Він був президентом спортивного клубу TED Ankara Kolejliler, в якому був професійним баскетболістом з 2014 по 2016 роки в молоді роки.

## Статки
Ерман Илиджак посів перше місце у списку Forbes «100 найбагатших турків» у 2019 році зі своїм багатством у 3,8 мільярда доларів. Ерман Илиджак займає номер № 546 у списку найбагатших людей світу. Він також № 5 у списку 100 платників податків, які задекларували найбільшу суму річного податку на прибуток та корпоративних податкових декларацій, згідно з оцінкою податкового періоду Турецької податкової адміністрації за 2018 рік.

## Відзнаки
- Орден Вранішнього Сонця 3 ступеня, золоті промені з шийною стрічкою[2]